# Tomb Raider: Underworld
Tomb Raider: Underworld è un videogioco di genere avventura dinamica del marchio Tomb Raider, sviluppato da Crystal Dynamics e pubblicato da Eidos Interactive. È l'ultimo capitolo della "trilogia Legend" iniziata con appunto Tomb Raider: Legend e passata per Tomb Raider: Anniversary; mentre quest'ultimo è il prequel di Legend, Underworld ne è il sequel.
Nel gennaio 2008 venne annunciato ufficialmente il videogioco, con data d'uscita fissata per la fine dell'anno, posticipandolo rispetto ad annunci precedenti. Nel giugno dello stesso anno fu annunciato che il videogioco sarebbe uscito precisamente a novembre 2008. Il primo trailer di Tomb Raider: Underworld fu reso pubblico il 18 luglio 2008, e ne confermò la data d'uscita in Nord America per il 18 novembre 2008 e in Europa per il 21 dello stesso mese. La versione PlayStation 2 fu pubblicata in Italia il 23 gennaio 2009, mentre in America il 3 marzo 2009.
Underworld ottenne molte recensioni positive dalla critica per le versioni Xbox 360, PlayStation 3 e PC. Tra febbraio e marzo 2009 furono pubblicati due livelli extra esclusivi per Xbox 360, Sotto le ceneri e L'ombra di Lara, nel secondo dei quali è possibile manovrare un alter ego della protagonista Lara Croft, già presente come nemico nella trama del gioco principale.

## Trama
Dopo aver appreso da Amanda, durante lo scontro finale in Bolivia alla fine di Tomb Raider: Legend, che sua madre non era morta, bensì era stata condotta ad Avalon, Lara per raggiungerla decide di seguire le ipotesi di un amico di suo padre. Una prima ricerca la vedrà nelle profondità del Mar Mediterraneo dove si rende conto che quel luogo non è Avalon, bensì Niflheim, l'equivalente norreno. Tuttavia Lara, dopo aver camminato a lungo e affrontato addirittura un kraken, fa una importante scoperta: trova uno dei due guanti di Thor. Dopo averlo indossato si accorge di essere seguita e subito dopo viene attaccata e messa fuori combattimento da alcuni mercenari. Tuttavia riprende subito i sensi, giusto in tempo per vedersi portare via il guanto di Thor e sentire da uno dei mercenari dire «Amanda Evert ti manda i suoi saluti». In seguito i mercenari distruggono quella che sembra l'unica via d'uscita, ma Lara riesce a scappare e a riemergere. Una volta tornata sulla barca si accorge della presenza di una grossa nave e, riconoscendo a bordo uno dei mercenari, decide di salire a bordo di soppiatto. Dopo diversi scontri a fuoco intravede Amanda nel disperato tentativo di infilarsi il guanto di Thor, ma senza riuscirci, avendo esso ormai la forma della mano di Lara. Ciò che turba Lara è sentire una voce che credeva non avrebbe mai più sentito: quella di Jaqueline Natla (Tomb Raider Anniversary).
Lara allora comprende perché Rutland (vedi Tomb Raider: Legend) e Amanda si erano messi alla ricerca di Avalon. Natla aveva rivelato tutto quello che sapeva ad Amanda, e a sua volta Amanda rivela a Lara che l'altare di pietra aveva teletrasportato sua madre ad Helheim. Nel frattempo però la nave inizia ad affondare e Amanda porta via la cella che contiene Natla. Prima di essere posta in salvo, Natla le rivela che per accedere a Helheim è necessario il martello di Thor e le dà un indizio: la Thailandia. Dopo essere fuggita dalla nave, Lara intravede Amanda che sta scappando, così le spara e, dopo averla ferita leggermente, recupera il guanto di Thor. Partita per la Thailandia, Lara giunge alle rovine di un tempio di Shiva e lì fa una scoperta: il guanto di Thor conferisce a chi lo indossa una forza sovrumana che permette di spostare pareti altrimenti invalicabili. Giunge infine ad una sala in cui legge un messaggio lasciato li da suo padre, tanti anni prima, che dice «Natla, non sarò più un tuo burattino» e comprende che suo padre aveva distrutto la mappa con l'ubicazione del martello per impedire che Natla lo trovasse; tuttavia aveva anche lasciato un indizio che solo Lara poteva decifrare: così ella comprende dove è nascosto il secondo guanto di Thor. Tornata alla Residenza Croft, Lara intuisce che il guanto era nascosto alla fine di una galleria che partiva dalla tomba di suo nonno; infatti alla fine del cunicolo trova il guanto e la mappa con le coordinate del martello e della cintura di Thor. Tuttavia, mentre sta uscendo dalla tomba, la villa esplode e prende fuoco. Giunta all'ingresso vede Zip e il suo maggiordomo Winston che si danno alla fuga, ma appena Zip la vede le spara. Dopo essersi calmato Zip rivela che qualcuno incredibilmente somigliante a Lara aveva fatto saltare la cassaforte e rubato la pietra spettrale di Amanda, che Lara le aveva precedentemente preso (in Legend). Mentre Lara controlla le telecamere di sorveglianza si accorge di qualcuno che la fissa e si trova davanti al suo alter ego, che si dimostra altrettanto agile e veloce. Lara tenta di fermarlo ma l'alter ego spara ad Alister e si dà alla fuga. Usciti dalla villa pericolante Lara capisce che l'alter ego è opera di Natla, per cui decide di partire per il Messico a cercare la cintura di Thor. Zip è esterrefatto dal suo desiderio di ricerca continua, ma Lara gli risponde che per il martello serviva la cintura e per uccidere una dea le serviva il martello.
In Messico, dopo aver affrontato mercenari locali, pantere e ragni giganteschi, Lara riesce ad entrare a Xibalba e a trovare la cintura di Thor. In seguito si mette in viaggio per l'isola di Jan Mayen per cercare il Martello. Dopo aver affrontato diversi ostacoli, Lara finalmente lo trova e chiede a Zip di rintracciare Amanda, poiché è giunto il momento di avere delle risposte. Raggiunta la nave di Amanda in Thailandia e ritrovata Natla, questa le spiega che senza il suo aiuto non potrà mai accedere a Helheim: Natla infatti dovrà compiere il rituale di Odino, poi Lara dovrà intervenire con il martello. Mentre è in procinto di liberare Natla, giunge Amanda con l'alter ego. Amanda scatena la sua pietra spettrale contro Lara. Tuttavia l'alter ego, in realtà sotto il comando di Natla, scaraventa giù dal ponte Amanda e riesce a sfuggire alle saette del martello di Thor scagliate da Lara. Allora Lara libera Natla e le ordina di sparire. Lei vola via dicendo «Abbiamo un appuntamento», lasciandole le coordinate di Helheim, nel Mar Glaciale Artico. Dopo essersi immersa ed essere entrata nel cancello sottomarino che conduceva a Helheim, Natla arriva e compie il rituale di Odino; in seguito Lara usa il martello aprendo definitivamente i "cancelli" di Helheim.
Passa poco tempo e Lara vede davanti a sé una figura che riconosce come sua madre, ma appena Amelia Croft si volta, Lara vede che è stata oramai schiavizzata e sfigurata. Decide quindi di ucciderla dicendo «Tu non sei mia madre, mia madre è morta da molto tempo!». In questo momento di dolore, giunge Natla che le rivela i suoi piani: servirsi di lei, come prima si era servita di suo padre, per avere il martello e risvegliare la Serpe di Miðgarðr per aprire la strada verso la Settima era. Probabilmente lo Scion possedeva l'ubicazione del martello ma la distruzione di quest'ultimo costrinse Natla a cambiare piano. Mentre Lara è in procinto di usare il martello, l'alter ego la blocca e Natla rivela che lei ed Amanda sono state due burattini nelle sue mani, usate per risvegliare la Serpe. Nel frattempo l'alter ego è in procinto di uccidere Lara, ma interviene Amanda con la sua pietra spettrale che lo getta in un baratro. Lara capisce di essere la sola a poter fermare la Serpe di Midgard e, grazie al martello di Thor, riesce prima a distruggere il dispositivo che avrebbe fatto risvegliare la Serpe, e in seguito mette fuori gioco Natla. Tuttavia sembra che non ci sia una via d'uscita e Lara e Amanda si rassegnano, ma poi Lara vede un altare di pietra con inserita una spada simile ad Excalibur (vedi Tomb Raider Legend) e comprende che è la loro unica via di fuga. Entrambe riescono a fuggire ritrovandosi in Nepal, proprio presso l'altare dove sua madre era scomparsa. In quel luogo trova anche i disegni che aveva lasciato quando era bambina. Raccoglie l'ennesima spada e, guardando l'altare, tristemente, dice «Addio mamma, riposa in pace».

## Modalità di gioco
In questo nuovo episodio, il mondo di Lara, diversamente dai precedenti, è un "mondo interattivo che reagisce e ricorda": Lara si sporca durante l'avventura, e la pioggia o una nuotata, possono sciacquare via lo sporco. I corpi dei nemici abbattuti rimangono nello stesso luogo dove Lara li ha uccisi. Ogni modifica o distruzione dell'ambiente sarà permanente. Secondo il direttore creativo Eric Lindstrom, ciò «non è dovuto solamente per ricompensare il giocatore dell'interazione che ha con l'ambiente, ma per fornirgli ulteriori indicazioni di percorso».
Il gioco utilizza un sistema di animazioni che consente a Lara di interagire dinamicamente con l'ambiente, come per esempio spostare il fogliame ai lati con una o due mani, a seconda se impugna o no un'arma. Inoltre l'avventura presenta pure un «sistema ibrido di illuminazione che comprende luci dinamiche e mappe di luci create dettagliatamente» e un sistema meteo che permette di modificare il tempo atmosferico a seconda di dove Lara si trova, importante fattore essenziale nel gioco, per esempio «se Lara sta avendo a che fare con una sporgenza bagnata è più soggetta a scivolare o a perdere la presa», il che fa dell'ambiente «il suo avversario» per gran parte del gioco.
Separati aspetti del gameplay precedentemente visti, sono stati combinati per una nuova esperienza. Lindstrom ha spiegato che «nel passato ci si arrampicava, si sparava e si risolvevano gli enigmi. Ma spesso non si sovrapponevano. Ora abbiamo integrato tutti questi elementi». Questo episodio inoltre presenta un nuovo sistema di combattimento, il quale richiederà che Lara, in alcuni casi, usi un «combattimento diretto e manovre evasive che la facciano allontanare da nemici troppo forti». La moto è uno dei componenti essenziali del gioco e deve essere utilizzata per risolvere alcuni enigmi che Lara incontrerà lungo la strada. Gli oggetti da raccogliere hanno usi molteplici, sia come arma, sia come strumenti di interazione con l'ambiente; inoltre Lara «può dividere le armi gemelle e sparare a due bersagli differenti simultaneamente», o tenere in mano un oggetto e utilizzare l'altra per sparare.
Il rampino può ora essere utilizzato per scalare pareti, oltre che per tirare oggetti, dondolarsi e correre sulle pareti. Illustrando ciò che disse il capo progetto Rob Pavey: «Lara sarà in grado di fare niente di ciò che tu ti potresti aspettare da lei» chiamandolo «il grande tema di quest'anno». Lindstrom descrive questo come «una filosofia chiamata “What Could Lara Do?”. In poche parole il giocatore può usare la propria intuizione sulla strategia da adottare sfruttando le sue abilità in uno specifico ambiente del videogioco. Dovrebbe esserci coerenza tra le abilità di Lara e le meccaniche di gioco; per esempio: se Lara può lanciare una granata e raccogliere un palo, perché non potrebbe lanciarlo?». La Crystal Dynamics ha mirato inoltre a creare un gioco non lineare, diversamente da Tomb Raider: Legend e ha eliminato la necessità di icone di aiuto che indicavano la possibilità di interagire con gli oggetti.
Le cutscene interattive dei precedenti titoli sono state rimpiazzate da “momenti adrenalinici”. Invece della pressione di specifici pulsanti, il tempo rallenta e dà al giocatore la possibilità di recarsi in un posto sicuro solo grazie alle proprie abilità.

## Livelli
Nel gioco si alternano sette livelli (i più divisi in varie zone/sezioni) più un prologo che serve come tutorial.
1. Prologo
2. Mar Mediterraneo
  1. La via di Avalon
  2. Niflheim
  3. Il collegamento norreno
  4. Dio del tuono
  5. Regno dei morti
3. Coste tailandesi
  1. Resti
  2. Bhogavati
  3. Il mondo antico
  4. Non più un burattino
4. Residenza Croft
  1. Sorveglianza dei morti
5. Messico del sud
  1. I giorni perduti
  2. Xibalba
  3. La serpe di Miðgarðr
  4. La terra dei morti
6. Isola di Jan Mayen
  1. Il cancello degli uccisi
  2. Valhalla
7. Mar Andaman
  1. Vecchi rituali
8. Mare Glaciale Artico
  1. Helheim
  2. Yggdrasill
  3. Tempo scaduto

## Personaggi
- Lara Croft: è la protagonista. Vuole conoscere la verità sulla morte di sua madre dopo le rivelazioni di Amanda.
- Jaqueline Natla: è la proprietaria della Natla's Technologies, nonché terzo sovrano di Atlantide. Amanda Evert, dopo i fatti di Tomb Raider Anniversary, ha condotto degli scavi nell'isola perduta, rinvenendo il corpo di Natla, imprigionandola. Venuta a conoscenza dell'odio che provava per Lara, decide di sfruttare Amanda per indurla alla ricerca di Avalon e del martello di Thor.
- Amanda Evert: ancora piena di odio verso Lara, dopo l'episodio di Paraiso. Cerca in tutti modi di ottenere giustizia uccidendola. Nonostante tutto però, le salva la vita nello scontro con l'alter ego, collaborando per fuggire da Helheim. Possiede una grande abilità, dovuta alla sua pietra spettrale; sembra del tutto intenzionata a trovare il martello di Thor.
- Zip: amico di Lara, l'aiuta raccogliendole informazioni sui manufatti da trovare, tenendosi sempre in contatto con lei.
- Alister: amico di Lara e collega di Zip. Offre importanti informazioni a Lara alla ricerca di dati e informazioni.
- Winston: fedele maggiordomo di Lara Croft. Insieme a Zip riuscirà a salvarsi durante l'incendio nella Residenza Croft.

### Il doppelgänger di Lara
Jacqueline Natla, sopravvissuta al crollo della piramide di Atlantide, viene fatta prigioniera da Amanda, ma riesce comunque a manipolarla. Amanda rivuole indietro la sua pietra spettrale, che Lara le aveva confiscato in Tomb Raider: Legend, dunque Natla riesce in qualche modo a plasmare una creatura norrena con le fattezze di Lara. Una volta portata al termine la creazione dell'alter ego di Lara, questa entra in azione, facendole esplodere il maniero. Effettua inoltre una scansione retinica per aprire la cassaforte contenente la pietra spettrale. Una volta raggiunto il suo obiettivo, uccide Alister Fletcher, facendo in modo che Lara assista allo "spettacolo". Il doppelgänger si limita a eseguire gli ordini della padrona, Natla. Verrà gettato nel burrone colmo di Eitr dell'Helheim dalla stessa Amanda.
Anche nel 1996, in occasione sia del primo Tomb Raider, che nella riedizione, Anniversary, Lara ebbe la compagnia di un alter ego, il quale si limitava a replicare le azioni della protagonista in simmetria centrale.
La creatura si differenzia da Lara nei seguenti elementi:
- L'alter ego di Lara ha i capelli rossi e una treccia, Lara invece ha i capelli bruni e una semplice coda di cavallo[N 5].
- Ha una pelle bianca e venosa[N 6].
- Ha occhi gialli solcati da una luce intensa. Lara ha invece occhi marroni.
- Porta un body in lattice e pantaloni lunghi.
- Non indossa in spalla lo zaino. Lo porta in spalla solo in un trailer di Underworld e in uno di Lara Shadow, invece Lara lo indossa sempre.

## Sviluppo
Nel corso del mese di novembre 2007, la Eidos Interactive ha depositato presso le autorità competenti americane il marchio, Tomb Raider: Underworld. Nei primi giorni di dicembre 2007 ha registrato il dominio di Tomb Raider: Underworld. Nel numero di gennaio 2008, la rivista statunitense Play ha rivelato dettagli della "primissima demo" del gioco. Il 17 ottobre 2008, dopo più di un anno di sviluppo, sempre la Eidos, ha annunciato che il gioco è stato completato e spedito a chi di competenza, per la valutazione finale. La SCi, che possiede la Eidos, ha annunciato ufficialmente Tomb Raider: Underworld il 10 gennaio 2008 e ha confermato che tutte le versioni del gioco sarebbero uscite simultaneamente nel novembre 2008.
Queste rivelazioni di Play secondo le quali, questa è "la prima vera Lara della next generation" e che "un nuovo sistema fa apparire il videogioco estremamente realistico" hanno fatto ipotizzare che Tomb Raider: Underworld usi un nuovo motore grafico anziché quello di Tomb Raider: Legend, Tomb Raider: Anniversary e Deus Ex 3. Più avanti è stato confermato che Underworld effettivamente utilizza nuovo motore grafico, totalmente nuovo, costruito esclusivamente per il gioco.
Elda Olivieri, che, escluso il primo, ha prestato la sua collaborazione a Lara in tutti gli episodi della serie, ha doppiato anche questo capitolo di Tomb Raider.
Il costume di Lara è stato ridisegnato; non indossa più la caratteristica maglietta azzurra abbinata a pantaloncini marroni, ma un top nero senza maniche con pantaloncini dello stesso colore. Inoltre, non ha più una treccia, ma una coda di cavallo. Secondo Play, Lara "si muove in modo tanto realistico quanto il suo corpo e non più come un tipico personaggio dei videogame", grazie all'ausilio della tecnica del motion capture, alla quale la ginnasta olimpica Heidi Moneymaker si è prestata, quale modello.
Il primo video ufficiale, intitolato "Beneath the Surface" (Sotto la superficie), è uscito il 17 luglio 2008 e comprende interviste con i membri del team di sviluppo e mostra screenshot, artwork e diverse clip di spezzoni di gameplay. Un teaser è uscito il 19 luglio 2008, e il primo trailer che comprendeva scene di gameplay è uscito il 15 agosto 2008.
Come testimonial del videogioco è stata scelta la ginnasta Alison Carroll che ha rimpiazzato Karima Adebibe. La Carroll è in grado, nella realtà, di realizzare la maggior parte della mosse che Lara userà in questo episodio.
Il 9 gennaio 2009, Eidos ha ufficializzato che Tomb Raider: Underworld, ha ottenuto ottimi risultati di vendita, vendendo a fine dicembre 2008, in tutto il mondo, 1,5 milioni di copie.
Nel febbraio 2009 le copie vendute in tutto il mondo ammontavano a 2,6 milioni.
All'ultima rilevazione, Underworld ha venduto più di quattro milioni di copie.
Il 31 maggio 2012 Feral Interactive ha rilasciato il porting del videogioco su piattaforma Apple Macintosh.

## Il concept originale
Lo sviluppo di Tomb Raider Underworld inizia subito dopo l'uscita di Legend, almeno per quel che riguarda i concept di storia e di gameplay; all'inizio, infatti, presentava una trama sostanzialmente diversa, del tutto scollegata da quella di Tomb Raider: Anniversary. Il personaggio di collegamento con Legend era infatti il professor Peter Eddington, giovane collega del padre di Lara a cui l'archeologa fa riferimento nel filmato finale di Legend, quanto in quello finale di Underworld. Il professore si sarebbe dunque trovato a svolgere un ruolo fondamentale nella trama, anche grazie all'introduzione di sua nipote Jessica, una ragazzina adolescente che il professore aveva in affidamento dopo la morte dei suoi genitori.
La mitologia norrena era presente nella trama, così come il martello e guanti di Thor; a differenza della cintura, però, vi era l'Occhio di Odino, un artefatto senziente a forma di serpente in grado di possedere chi lo indossasse. Jessica veniva posseduta da questo artefatto, e Lara avrebbe dovuto liberarla portandola ad Helheim. Questa trama destò però molti dubbi sin dall'inizio: risultava infatti, inutilmente pesante e complessa, Jessica era percepita come un personaggio fastidioso, quasi macchiettistico; si era cercato di ovviare individuando una doppiatrice competente, ma, dopo l'uscita di Anniversary, si abbandonò completamente questo concept, dando ad Eddington un ruolo molto più marginale, eliminando Jessica e lo storyline dell'occhio di Odino ed introducendo Natla e l'Alter Ego come personaggi di riferimento al passato. Alcuni concept art di Eddington, Jessica e dell'Occhio sono disponibili online, resi disponibili dalla Eidos dopo l'uscita di Underworld.

## Versione PlayStation 2
Il 20 giugno 2008, la Eidos mette in vendita i packshots del videogioco, comprendente anche la versione per la PlayStation 2. A ridosso dell'uscita, la Eidos fa un passo indietro, annunciando il 13 novembre 2008 che la versione PlayStation 2 viene rinviata a gennaio 2009, senza indicare una data precisa. Nel web si apre una discussione mondiale, che coinvolge tutti i fan di Tomb Raider che aspettavano la nuova avventura di Lara sulla diffusissima console. I vari siti cominciano a impostare delle date di uscita mai confermate tra cui:
- 12 dicembre 2008
- 15 gennaio 2009
- 25 gennaio 2009
- 31 gennaio 2009

Dopo mesi, il 21 gennaio Eidos pubblica le date della vendita della versione PlayStation 2 di Underworld:
- UK, Italia e Benelux: 23 gennaio 2009
- Paesi scandinavi: 26 gennaio 2009
- Francia, Germania e Spagna: 30 gennaio 2009
- USA: 3 marzo 2009

Il 23 gennaio 2009 esce in Italia Tomb Raider: Underworld per PlayStation 2.
In questa versione, sono molte le differenze rispetto alle versioni per console current-generation, che lo fanno apparire di bellezza inferiore rispetto a Tomb Raider: Anniversary e Legend per PlayStation 2:
- La grafica è inferiore a Tomb Raider: Legend (2006).
- È stata eliminata la funzione dello scatto (la corsa veloce).
- È stata eliminata la possibilità di staccare dai muri le aste e utilizzarle per altri scopi per proseguire nei livelli.
- Sono stati eliminati gli squali e i ragni, che troviamo invece nelle console next-generation rispettivamente nel Mediterraneo e nel Messico del Sud. Di conseguenza è stata eliminata l'arma subacquea utile per uccidere gli squali. Evidentemente, il motivo per cui questi animali sono stati eliminati è dovuto al fatto che occupano troppa RAM che la PlayStation 2 non può permettersi.
- Grossi tagli nei livelli.
- Eliminati i medikit. Infatti la salute della protagonista si rigenera automaticamente.
- La torcia non si può accendere manualmente. Si accende automaticamente nelle zone molto buie.
- È stato eliminato l'effetto bagnato e l'effetto sporco: Lara uscendo dall'acqua è perfettamente asciutta e durante l'avventura non si sporca.
- Si presentano onerosi cali di frame rate.
- I nemici uccisi spariscono, a differenza della versione next-generation in cui i nemici uccisi rimangono a terra.
- Lara passa attraverso l'erba e le piante alte, a differenza della versione next-generation in cui Lara sposta le piante e i rami con le mani per farsi strada.
- I filmati sono registrazioni di quelli che appaiono nelle versioni next gen, i quali posseggono lo stesso motore grafico del gioco[N 8].
- Non è previsto il player tayloring[26]: ad inizio livello non si può scegliere il vestito di Lara né l'equipaggiamento, in quanto standardizzati.

## Doppiaggio
| Personaggio      | Doppiatore originale | Doppiatore italiano |
| ---------------- | -------------------- | ------------------- |
| Lara Croft       | Keeley Hawes         | Elda Olivieri       |
| Jacqueline Natla | Grey DeLisle         | Stefania Patruno    |
| Amanda Evert     | Kath Soucie          | Beatrice Caggiula   |
| Zip              | Alex Désert          | Silvio Pandolfi     |
| Alister Fletcher | Greg Ellis           | Claudio Beccari     |
| Richard Croft    |                      | Claudio Moneta      |
| Winston Smith    | Alan Shearman        | Claudio Moneta      |

## Accoglienza
La rivista Play Generation lo classificò come l'ottavo miglior gioco d'avventura del 2008. La stessa testata diede alla versione per PlayStation 2 un punteggio di 83/100, apprezzando la trama coinvolgente, gli scenari esotici e la buona varietà di situazioni e come contro il fatto che fosse afflitto da qualche bug e nel complesso sapeva un po' di "già visto", finendo per trovare la formula a cui Lara aveva abituato i videogiocatori ancora funzionante ma i problemi tecnici finivano per azzopparlo, ma nonostante ciò rimaneva comunque un buon gioco.

## Sequel
Il 4 marzo 2010, il sito Tombraiderchronicles.com ha rilasciato un comunicato stampa ufficiale della Square Enix e della Crystal Dynamics annunciando che un nuovo gioco sarebbe uscito nell'estate 2010, Lara Croft e il Guardiano della Luce. Questo è il primo titolo della serie a non portare il nome "Tomb Raider", disponibile solo in download digitale. Come detto dalla stessa software house «l'omissione del titolo Tomb Raider è stato scelto per separare Guardian of Light dalla serie principale di Tomb Raider, tuttora in produzione, poiché Lara Croft è uno spin-off della serie». 
Il gioco è stato mostrato a porte chiuse alla Game Developers Conference il 9 marzo 2010, ed è stato reso giocabile nel corso dell'Electronic Entertainment Expo 2010.
Il 6 dicembre 2010, la Square Enix annuncia il reboot del franchise della serie, previsto per il 5 marzo 2013, chiamato Tomb Raider.

## Espansioni
Tra febbraio e marzo 2009 sono usciti due DLC del gioco esclusivamente per Xbox 360: Beneath the Ashes (Sotto le ceneri) e Lara's Shadow (L'ombra di Lara).

### Tomb Raider: Underworld: Sotto le ceneri
Studiando i diari di suo padre, Lara scopre che l'uomo aveva nascosto un potente manufatto nei sotterranei di Croft Manor, in grado di sconfiggere definitivamente Natla. Lara parte alla sua ricerca, ma a ostacolarla trova dei mutanti e varie trappole. Lara riesce a superare tutti i pericoli e a trovare il manufatto, su cui è incisa la parola Ohk Eshivar, usata dagli antichi per comandare gli schiavi. In quell'istante la protagonista viene assalita dal suo alter ego, intenzionato a ucciderla: pronunciando la formula magica in tempo, Lara la ferma e le ordina di «assicurarsi che Natla soffra», per poi non eseguire più nessun ordine. Zip si oppone a questa decisione, ricordando che è stata l'alter ego a uccidere Alister; Lara tuttavia dice che lei sarà lo strumento della sua vendetta.

### Tomb Raider: Underworld: L'ombra di Lara
La protagonista di questo DLC è l'alter ego di Lara, in possesso di alcuni poteri sovrannaturali che le consentono di saltare più in alto, correre più veloce e colpire con maggior violenza i nemici.
Sopravvissuto allo scontro finale, il doppelganger riesce ad arrivare a Natla e la trova in pessime condizioni fisiche. L'alter ego la porta a un macchinario rigenerante: in attesa di ristabilirsi, Natla le dà l'ordine di uccidere Lara Croft per poi suicidarsi. L'alter ego si mette allora sulle tracce di Lara, che però riesce a soggiogarla con la parola magica Ohk Eshivar: a questo punto i due DLC convergono nella scena in cui Lara ordina all'alter ego di far soffrire Natla. Il Doppelganger riuscirà a distruggere il macchinario dove era Natla e a farla cadere nell'Eitr, uccidendola definitivamente.